# Хёпкер-Ашоф, Херманн
Херманн Хёпкер-Ашоф (нем. Hermann Höpker-Aschoff; 31 января 1883, Херфорд, Германская империя — 15 января 1954, Карлсруэ, ФРГ) — немецкий и западногерманский юрист и государственный деятель, председатель Конституционного суда ФРГ (1951—1954).

## Биография

### Ранние годы
Представитель вестфальской буржуазной семьи, его отец был фармацевтом, членом городского совета и чиновником, мать была дочерью торговца. Воспитывался в духе строгого протестантизма и национал-либеральных политических взглядов. Изучал право и экономику в университетах Йены, Мюнхена и Бонна.
В 1907 г. ему была присвоена степень доктора права, через три года он поступил на прусскую судебную службу, работал в городах Флото и Хёкстер. Во время Первой мировой войны служил в качестве офицера запаса в артиллерийском полку. Позже он был земельным судьей в Бохуме, а с 1921 г. — членом верховного суда в Хамме.

### Веймарская Республика
В Веймарской республике состоял в Немецкой демократической партии (НДП). В 1921 году он был избран в прусский ландтаг, с 1930 по 1932 г. был членом рейхстага.
В 1925 г. был избран премьер-министром Пруссии, однако отказался от этой должности и в 1925—1931 годах занимал пост прусского министра финансов. На этом посту ему удалось сбалансировать бюджет, в том числе благодаря тому, что он умел отстаивать свою позицию, невзирая на мнение других членов кабинета и представителей крупного бизнеса, являлся убежденным сторонником комплексной фискальной реформы. В 1929—1931 годах, ознаменованных началом мирового экономического кризиса, играл ведущую роль в развитии политического либерализма. Также способствовал слиянию НДП с Народным национальным союзом, Младогерманским орденом в Немецкую Государственную Партию, однако эти усилия не привели к серьезному положительному результату.
Следуя своим унитаристским убеждениям, выступил в поддержку так называемого «договора Брауна и Брюнинга» и призвал к созданию «авторитетного правительства на парламентской основе». Также считал необходимым включение прусского премьера в состав германского кабинета в качестве министра без портфеля. Однако все его идеи так и не воплотились в жизнь из-за межпартийных разногласий. Провал этих усилий в 1931 г. способствовал его отставке и уходу из политики. Однако главной причиной послужило то, что он вступил в конфликт с другими министрами правительства и ассоциациями госслужащих из-за запланированной оптимизации расходов на содержание управленческого аппарата. В последние годы существование республики он выразил скептицизм по отношению к парламентской демократии. После так называемого «прусского переворота» он безуспешно вел переговоры с правительством Рейха о восстановлении конституционного порядка от имени свергнутого земельного правительства.
После приобретения государством большинства акций Дрезднер-банка в 1932 году он был избран в Наблюдательный совет одним из представителей государства. Некоторое время являлся заместителем председателя наблюдательного совета.

### Третий Рейх
После прихода нацистов к власти в 1933 г. изначально жил без долгосрочной профессиональной деятельности в Билефельде. Его политическая позиция в это время была противоречивой. В 1936 г. он опубликовал материал «Наш путь во времени», в нем он попытался создать синтез национал-социализма и правопорядка. Однако в нем также содержалась скрытая критика режима. Это привело к его запрету. Он также сотрудничал в журнале Die Hilfe, который когда-то возглавлял Фридрих Науманн, а затем Теодор Хойс. Под влиянием работ Джона Кейнса он пересмотрел свои прежние налоговые концепции. В 1939 г. им была опубликована монография «Деньги и золото», благодаря которой в послевоенное время он получил должность преподавателя и почетного профессора Мюнстерского и Боннского университетов.
С началом Второй мировой войны он был признан военнообязанным. С 1940 г. являлся главным юристом и начальником отдела VI (позже также отдела V) Главный Офис Доверенного лица «Восток» (Haupttreuhandstelle Ost). Этот орган отвечал за конфискацию, управление и распределение конфискованного имущества польских граждан и восточноевропейских евреев на территории, присоединенной к германскому рейху (так называемые «объединенные восточные территории»). Будучи старшим юристом, он принимал непосредственное участие в национал-социалистической политике истребления и изгнания на оккупированных территориях Восточной Европы и участвовал в легитимизации этих процессов. В 1944 г. начались его конфликты с Мартином Борманом, поскольку Хёпкер-Ашоф хотел исключить церковную собственность из экспроприации. Он был отправлен в отставку. Конец войны он прожил в Вернигероде.

### Послевоенный период
В 1945 г. по предложению британских оккупационных властей он занял пост генерального секретаря по финансам земли Вестфалия, являлся противником ее объединения с частью территорий провинции Рейн. Выступил одним из соучредителей СвДП и с 1948 по 1950 г. входил в состав ее федерального правления. В 1946 г. премьер-министром земли Северный Рейн-Вестфалия Рудольфом Амелунсеном ему был предложен пост министра финансов, но кандидатура была отклонена британской администрации из-за его сотрудничества с фашистским режимом.
С сентября 1948 г. являлся членом Парламентского совета. Как убежденный централист он был одним из создателей финансовой составляющей Основного закона (X. раздел). В частности, ему приписывают создание сильной федеральной позиции в финансовом секторе и независимость Бундесбанка от политического влияния.
На всеобщих выборах 1949 г. был избран в бундестаг по партийному списку СвДП; до 1951 г. являлся председателем комитета по финансам и налогам.
С сентября 1951 г. до конца жизни занимал пост председателя Федерального конституционного суда ФРГ. Под его председательством в 1952 г. Первый Сенат Федерального конституционного суда издал запрет на деятельность СРП. С другой стороны, он был противником запрета КПГ и этот процесс начался только после его смерти.